# アルフレート・ブレンデル
アルフレッド・ブレンデル（Alfred Brendel, 1931年1月5日 - 2025年6月17日）は、チェコスロバキア（チェコ）出身でユーゴスラビア（クロアチア）に育った、オーストリアのピアニスト。なお、詩人、画家、作曲家、音楽教育家としての実績も残している。

## 人物・来歴
ドイツ系住民が多かったズデーテン地方にあたる北モラヴィア地方のヴィーゼンベルク（現ロウチュナー・ナド・デスノウ）生まれ。当時は戦間期であり、同地方はチェコスロヴァキア領になっていた。ホテル経営者の裕福な家庭に生まれ、音楽への興味はレコードやラジオを通して育まれた。
6歳からピアノを学び始め、両親とともにザグレブに移った後、ソフィア・デゼリチェというピアニストから正式なレッスンを受けるようになった。1943年にグラーツへ移り、グラーツ音楽院でルドヴィカ・フォン・カーンにピアノを、アルトゥール・ミクルに音楽理論を師事している。
1947年に音楽教員の資格を取得するためにウィーンへ行き、ウィーン音楽院でパウル・バウムガルトナーやエドゥアルト・シュトイエルマンに短期間学んだものの、ほぼ独学でピアノのレッスンに励んだ。1948年、グラーツで初めてのリサイタルを開催する。翌1949年のブゾーニ国際コンクールで4位入賞し、ウィーンでのコンサート・デビューを飾った。また、この年の夏にルツェルンで行われていたエドヴィン・フィッシャーのマスター・クラスに参加する。この後も、3回マスター・クラスを受講し、多大な影響を受けた。
1960年代以降、次第に国際的な名声を得るようになるが、1970年にフィリップスと専属契約を結び、リリースしたレコードでその名声を決定づける。
1960年代にベートーヴェンの全ピアノ曲を録音した初のピアニストとなる。1970年代にベートーヴェンのピアノソナタ全曲を録音（フィリップ）した。 1982年から1983年にベートーヴェンの全ソナタ32曲を欧米の11都市、77リサイタルで演奏。1996年にベートーヴェンの全ソナタの全曲を録音（3回目）した。
ブレンデルの演奏は、華麗さや派手さはないものの、中庸を行く知的で正統的な解釈で多くの音楽ファンを惹きつけている。レパートリーも、ハイドン、モーツァルト、ベートーヴェン、シューベルト、シューマンといった、ドイツ・オーストリア音楽の王道とも言うべき作曲家の作品を得意としている。中でもベートーヴェンとシューベルトはレパートリーの核を成し、両作曲家のピアノソナタ全集を3回にわたって録音している。さらに新ウィーン楽派の作品も多く演奏している。
1971年に初来日し、その後も頻繁に来日している。
ソロ以外では室内楽や歌曲の伴奏でも多くの演奏を生み出しており、息子でチェリストのアドリアン・ブレンデルと共演したベートーヴェンのチェロ・ソナタ全集を発表し、話題となった。
2008年12月のコンサートをもって引退することを表明した。本人は引退後は指導者になることを希望していた。
2025年6月17日の朝、ロンドンの自宅で死去。94歳没。

## 業績
ブレンデルはハイドン、ベートーヴェン、シューベルト、モーツァルトの曲を頻繁に演奏していた。20世紀の作品の演奏は比較的少ないが、シェーンベルクのピアノ協奏曲は演奏したことがある。コンサート活動の終盤には、関節炎を理由にベートーヴェンのハンマークラヴィーア・ソナタなど、身体的に負担のかかる曲の演奏を中止した。
ブレンデルはそのキャリアを通じて人気と賞賛を集め続けたが、しばしば解釈の冷徹さを指摘されることがあった。音楽評論家のマイケル・スタインバーグ (Michael Steinberg) からは「新しいシュナーベル」と称賛されたが、『ニューヨーク・タイムズ』の評論家ハロルド・C・ションバーグ (Harold C. Schonberg) は、一部の評論家や専門家がこのピアニストを「衒学主義」と非難していると指摘している。ブレンデルの演奏は時に「知的」と評される。ブレンデルはピアニストの最大の仕事は、自分を誇示したり、音楽に自分の解釈を付け加えたりせずに作曲家の意思を尊重することと考えていると語り、「私には作曲家や特に曲に対して責任がある。」と述べている。ブレンデルは、自身の音楽的成長に特に影響を与えた人物として、師であるエドヴィン・フィッシャーに加え、ピアニストのアルフレッド・コルトー、ヴィルヘルム・ケンプ、指揮者のブルーノ・ワルターとヴィルヘルム・フルトヴェングラーを挙げている。
ブレンデルはポール・ルイス (Paul Lewis)、アマンディーヌ・サヴァリ (Amandine Savary)やティル・フェルナー (Till Fellner)、またキット・アームストロング (Kit Armstrong)のような若手ピアニストとも共演している。また、息子のアドリアンともコンサートやレコーディングを行い、ヘルマン・プレイ (Hermann Prey) 、ディートリッヒ・フィッシャー＝ディースカウ、マティアス・ゲルネらと多くの唱歌のリサイタルに出演している。
2007年11月、ブレンデルは、2008年12月18日のウィーンでのコンサート（サー・チャールズ・マッケラス指揮ウィーン・フィルハーモニー管弦楽団によるモーツァルトのピアノ協奏曲第9番変ホ長調のソリスト）をもってコンサートの舞台から引退することを発表した。 ニューヨークでの最後のコンサートは2008年2月20日のカーネギー・ホールで、ハイドン、モーツァルト、ベートーヴェン、シューベルトの作品を演奏するものだった。1973年1月21日にカーネギー・ホールでデビューして以来81回出演し、1983年には同ホールでベートーヴェンのピアノソナタ全曲を演奏した2人目のピアニストとなり、1993年にもこの偉業を成し遂げた（1人目は1936年のアルトゥール・シュナーベル、ブレンデルの後は1995年から1996年にマウリツィオ・ポリーニ、2003年にダニエル・バレンボイムが行った）。

## 私生活
ブレンデルは2度結婚している。最初の結婚は1960年から1972年までで、ウィーンで声楽を学んでいたアルゼンチン人のイリス・エイマン・ゴンザラ（Iris Heymann-Gonzala）と結婚し、娘のドリス（Doris）はプログレッシブ・ロックやポップ・ロックのミュージシャンとして活躍した。1975年、現在の妻のドイツ人のイレーネ・ゼムラー（Irene Semler）と結婚し、2002年10月現在、チェリストの息子アドリアン（Adrian）、学生のカタリーナ（Katharina）とニューヨークのロイターで働くゾフィー（Sophie）の2人の娘をもうけた。

## 出版物
音楽の次に文学が、ブレンデルの第2の人生かつ職業である。彼の著作は、英語、ドイツ語、フランス語、イタリア語、スペイン語、オランダ語、日本語、韓国語、その他の言語で出版されている。1989年3月16日から2016年10月27日発行分まで『ニューヨーク・レビュー・オブ・ブックス（The New York Review of Books）』に寄稿している。『ニューヨーク・レビュー・オブ・ブックス』寄稿以外の彼の著書に以下のものがある：
- Musical Thoughts and Afterthoughts (essays) (1976)[17]
- Music sounded out : essays, lectures, interviews, afterthoughts (1991)[18]
- One Finger Too Many (poetry) (1999)[19]
- Alfred Brendel on Music (collected essays) (2000)[20]
- Me of All People: Alfred Brendel in Conversation With Martin Meyer(2002)[21]
- Cursing Bagels (poetry) (2004)[22]
- Playing the Human Game (collected poems) (2011)[23]
- A Pianist's A-z: A Piano Lover's Reader(2013)[24]

## 受賞歴・表彰歴
- 大英帝国勲章名誉ナイト爵位（KBE：Honorary Knight Commander of the Order of the British Empire、1989年）[2]
- プール・ル・メリット勲章（Pour le Mérite、1991年）[26]。
- ベルリン・フィルハーモニー管弦楽団のハンス・フォン・ビューロー・メダル(1992)
- ウィーン・フィルハーモニー管弦楽団の名誉会員(1998)[2]
- ウィーン国立音楽大学のベートーヴェン・リング（ベートーヴェンの音楽の普及と生誕の地におけるベートーヴェンの記憶の保存を目的とする）(2001年)
- レオニー・ソニング音楽賞（2002年、デンマーク）
- エルンスト・フォン・ジーメンス音楽賞（2004年）
- プリ・ヴェニーア アルトゥール・ルービンシュタイン賞（2007年）
- 高松宮殿下記念世界文化賞（2008年）[27]。
- ヘルベルト・フォン・カラヤン音楽賞（2008年）
- フランツ・リスト・エーレン賞（2011年）
- ジュリアード音楽院メダル（2011年）
- グラモフォン・ホール・オブ・フェイム（クラシック音楽産業に貢献した者）に選出（2012年） 。
- ザルツブルク・モーツァルテウムのゴールデン・モーツァルト・メダル（2014年）
- エコー・クラシック・ライフタイム・アチーブメント賞（2016年）。

ブレンデルは、ロンドン大学（1978年）、オックスフォード大学（1983年）、イェール大学（1992年）、ユニバーシティ・カレッジ・ダブリン（2007年）、マクギル大学（2011年）、ケンブリッジ大学（2012年）、ヨーク大学（2018年）などから名誉博士号を授与されている。
その他に、ロンドンの王立音楽大学（1999年）、ニューイングランド音楽院（2009年）、フランツ・リスト・ヴァイマル音楽大学（2009年）、ジュリアード音楽院（2011年）から名誉学位を取得している。オックスフォード大学エクセター・カレッジおよびケンブリッジ大学ピーターハウスの名誉フェローである。
ブレンデルは、エジソン社、ミデム・クラシック・アワード、ドイツ・シャルプラッテン賞 、グラモフォン (Gramophone) 、エコー・クラシークなどから生涯功労賞を受けている。
雑誌『ライムライト』による2012年のピアニストの調査では、ブレンデルは史上8番目に偉大なピアニストとされた。イギリスのクラシックFMのプレゼンターによる2016年の調査では、ブレンデルは史上25番目の偉大なピアニストに挙げられた。 2012年に放送されたBBCラジオ3向けのピーター・ドヌーホー(Peter Donohoe)のシリーズ「フィフティグレートピアニスト(Fifty Great Pianists)」に挙げられた。